# Henry Mosler

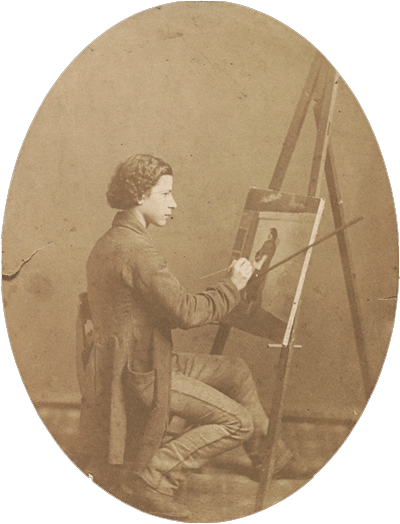
Henry Mosler, Foto 1860

Henry Mosler (* 6. Juni 1841 in Troplowitz, Provinz Schlesien; † 21. April 1920 in New York) war ein US-amerikanischer Maler, Holzschneider und Illustrator, der besonders für seine Genrebilder und Porträts sowie für seine Gemälde und Illustrationen zum Amerikanischen Bürgerkrieg bekannt ist.

## Leben

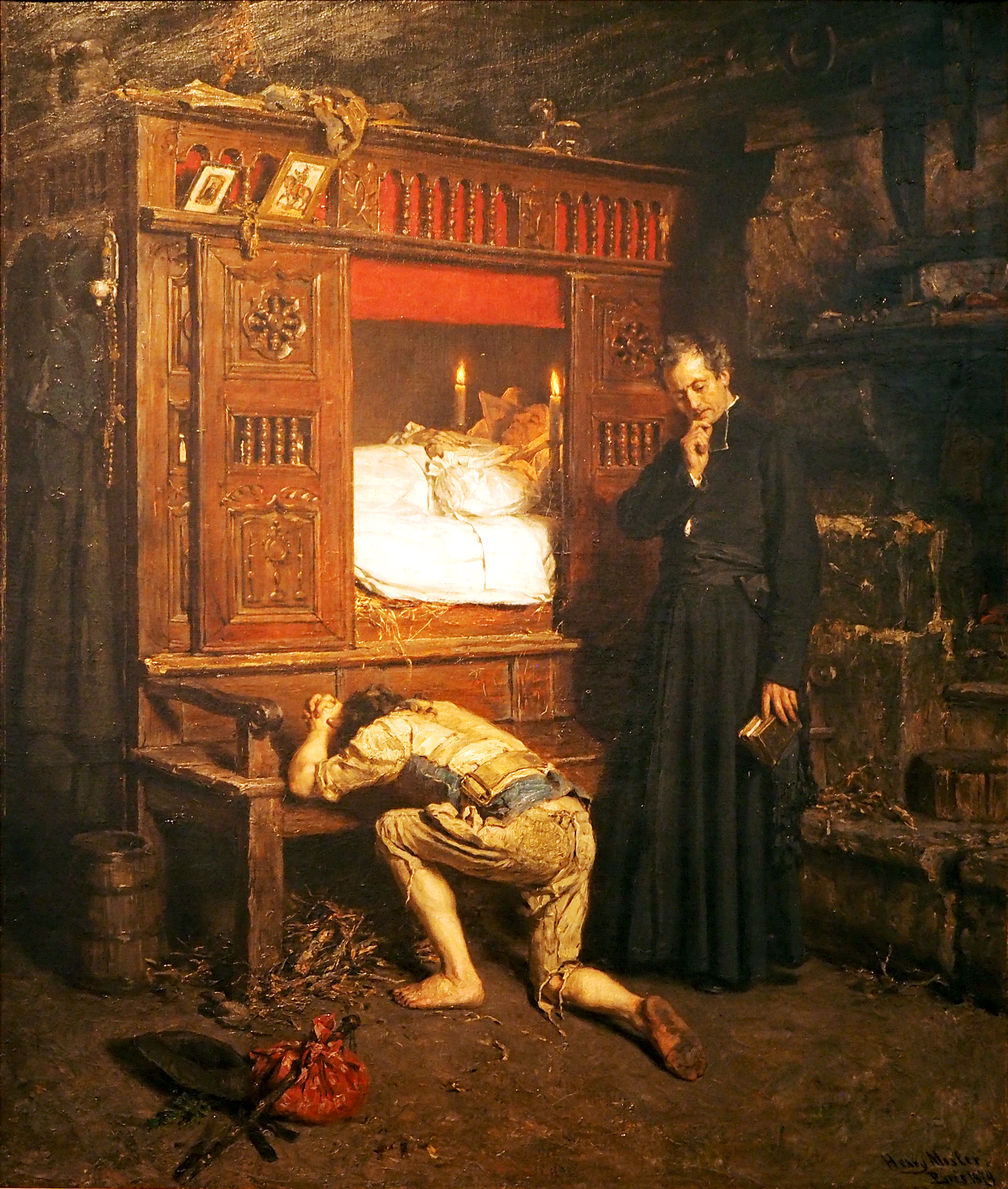
Die Rückkehr des verlorenen Sohnes (Le Retour), 1879

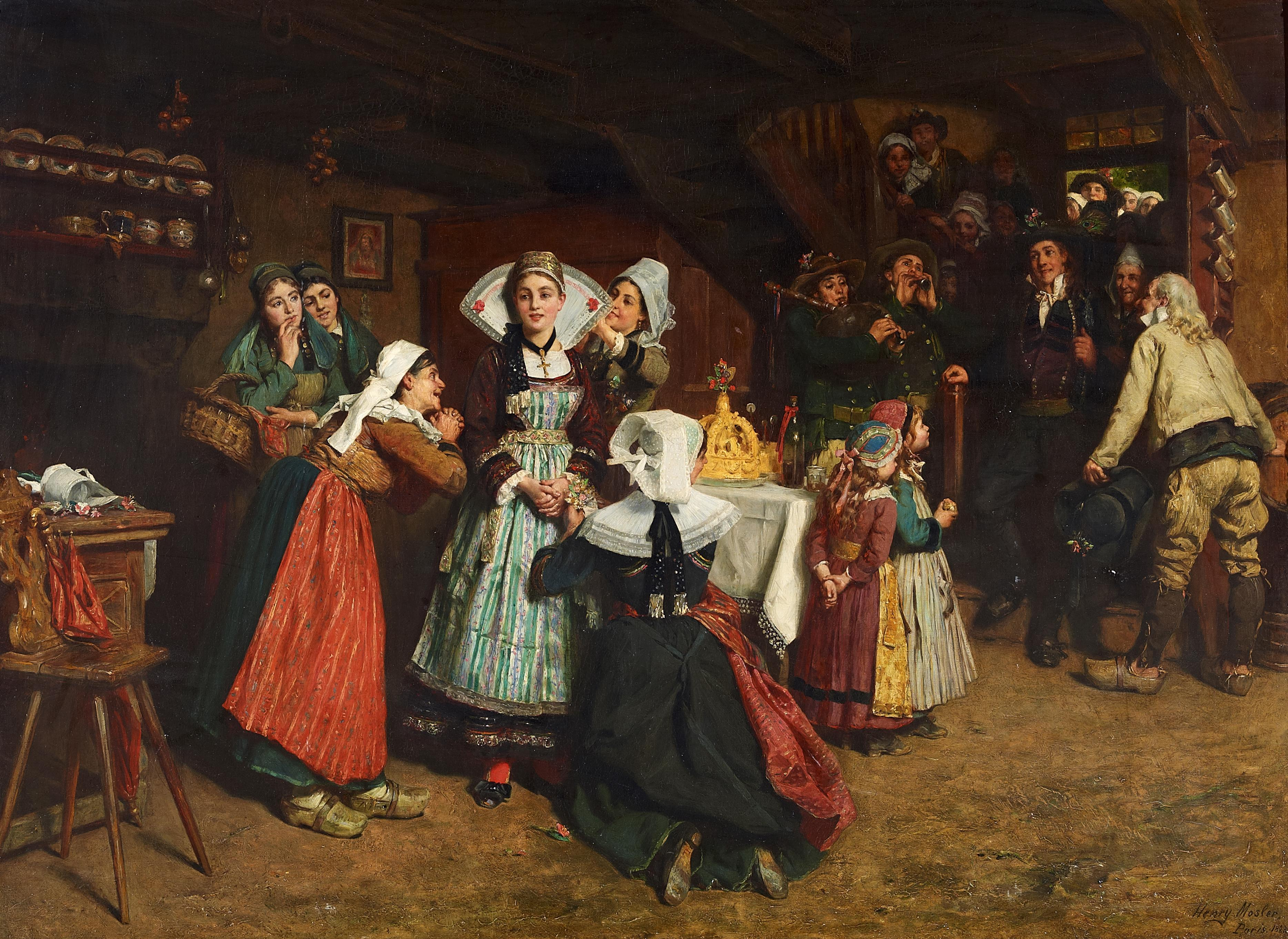
Am Hochzeitsmorgen (Die Brautschmückung), 1883

Mosler emigrierte mit seiner Familie 1849 nach New York. Sein Vater Gustav Mosler (1816–1874) war Lithograf. 1851 übersiedelte die Familie nach Cincinnati (Ohio).
Mosler bildete sich zunächst in Cincinnati aus, wo er Schüler des Genremalers James Henry Beard war. Dann ging er nach New York. Etwa 1861 wurde er dort Korrespondent der Zeitschrift Harper’s Weekly.
Während des Sezessionskriegs war Mosler, wie die meisten Juden aus den Nordstaaten, ein glühender Unterstützer der Union. Die Zeitschrift Harpers’s Weekly war zu dieser Zeit eine vielgelesene, bedeutende Stimme der Unionskräfte. Zwischen 1861 und 1863 trug Mosler 34 Zeichnungen zum Thema bei. Darüber hinaus schuf er Porträts einiger Unionsgeneräle.
1863 bis 1866  studierte er an der Düsseldorfer Akademie bei Heinrich Mücke und Albert Kindler. Danach ließ er sich in Paris nieder, wo er für sechs Monate Schüler Ernest Héberts war. Nach zwischenzeitlicher Rückkehr nach Cincinnati, wo er 1867 einer der Gründer der Associated Artists of Cincinnati war und zeitweise als Lehrer der 1869 eröffneten McMicken School of Design arbeitete, reiste er 1874 erneut nach Paris. Dann ging er nach München, wo er ab 1876 bei Carl Theodor von Piloty und Alexander Wagner an der Kunstakademie studierte. Ab 1877 lebte er wieder in Frankreich. Dort erhielt er zahlreiche Auszeichnungen; unter anderem wurde er Ritter der Ehrenlegion und Mitglied der Académie des Beaux-Arts in Paris. Sein Gemälde Die Rückkehr des verlorenen Sohnes war das erste Gemälde eines amerikanischen Malers, das für die Gemäldegalerie des Palais du Luxembourg angekauft wurde.
1869 heiratete er die in Bayern geborene Sara Cahn (1849–1903) in Cincinnati. Ihr in München geborener Sohn Gustave Henry Mosler (1875–1906) war ebenfalls Maler. 1894 zog er mit seiner Familie nach New York, wo er bis weit ins zwanzigste Jahrhundert als Maler tätig war. Die National Academy of Design wählte Mosler 1895 zum Associate Member.
Im Alter von 78 Jahren starb er an einem Herzinfarkt.
Arbeiten Moslers finden sich in zahlreichen Museen, unter anderem im Smithsonian American Art Museum, im Museum of Fine Arts, Boston und verschiedenen New Yorker Museen. Viele seiner Genrebilder zeigen den erzählerischen Bildaufbau der Düsseldorfer Malerschule, etwa das 1870 entstandene Bild Just Moved (Gerade umgezogen) oder das 1883 geschaffene Bild Am Hochzeitsmorgen (Die Brautschmückung).